# 75号美国国道
75号美国国道（英語：U.S. Route 75）是一条南北方向的美国国道。该公路连接了德克萨斯州达拉斯和明尼苏达州基特遜縣，全长1,239英里。